# Cedric Maxwell
Cedric Bryan Maxwell (Kinston, 21 november 1955), bijgenaamd "Cornbread", is een Amerikaans voormalig basketballer. Hij speelde voor de Boston Celtics, Los Angeles Clippers en Houston Rockets in de NBA. Zijn positie was small-forward.
Maxwell won met de Boston Celtics twee NBA-kampioenschappen (1981 en 1984). Hij werd in 1981 verkozen tot NBA Finals MVP. Zijn shirtnummer 31 werd in december 2003 ingetrokken door de Celtics.